# Нохчий

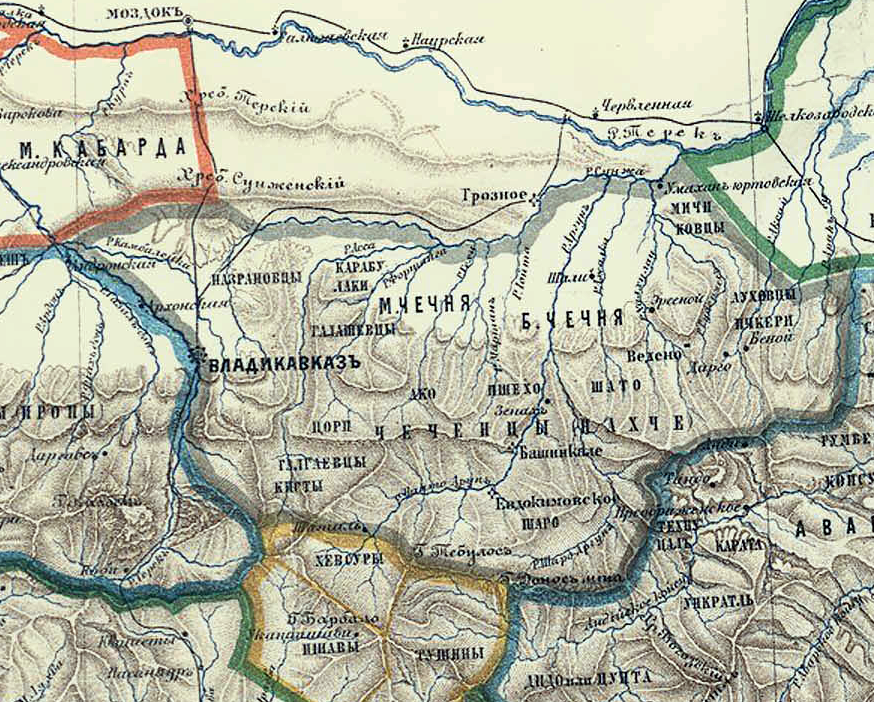
Сопоставление экзоэтнонима — чеченцы и русскоязычного варианта написания эндоэтнонима — нахче (карта Кавказского края, 1870 год)

Но́хчий (чечен. нохчий, [nwoxt͡ʃʰi:]) — самоназвание чеченцев. Имеется несколько версий происхождения данного этнонима. Он упоминается в различных трудах Средневековья и Нового времени и фиксируется в различных формах на территории Закавказья и Передней Азии — прародины носителей нахских языков. Первоначально этим этнонимом обозначали только чеченцев, живущих на плоскости, но постепенно термин распространился также и на живущих в горах и стал использоваться всеми чеченцами в качестве самоназвания.

## Морфология этнонима
Наиболее подробно описал внутреннюю структуру эндоэтнонима нохчий советский лингвист Ю. Д. Дешериев в своей работе 1963 года. Морфологически разбирая средневековый этноним нахчаматьяне, среди прочего он затронул проблему образования его составной части нахча, считая её неразрывно связанной с современным именем нохчий (фонетическая транскрипция по Ю. Д. Дешериеву — [нахчуо:||нохчуо:] — «чеченец», [нохчи:] — «чеченцы»). Согласно исследователю:

«…нахч — окончание, [уо:] — словообразовательный суффикс, возникший следующим образом: нахча в-а — «чеченец есть», где в-а — «есть, быть» с классным префиксом в-. В результате стяжения эти два слова слились, конечный элемент связки -а выпал, а классный префикс в-, слившись с конечным гласным предшествующего слова, способствовал образованию дифтонга [уо:], являющегося словообразовательным суффиксом в современном языке. Следовательно, в именительном падеже ед. числа это слово должно было оканчиваться на -а (с. 26)
Что же касается корневого гласного [о], то этот звук вторичного происхождения. Он обусловлен вторичным чередованием гласных именных основ: нохчо < нахчо. Данный пример подтверждает, что вторичное чередование гласных именных основ — позднее явление в нахских языках» (с. 26)
— «Сравнительно-историческая грамматика нахских языков и проблемы происхождения и исторического развития горских кавказских народов» 1963.
Чеченский д.ф.н., профессор, академик АН ЧР К. З. Чокаев возводит основу эндоэтнонима чеченцев (у К. З. Чокаева — нахчий) к общенахскому слову нах — «люди», «народ» — этноним, охватывающий все нахские народы; прочие морфемы слова нахчий исследователь выделяет как чи — детерминант, й — формант множественного числа.

## Орфография этнонима

### Современная
Самоназвание чеченского народа пишется и звучит в литературном чеченском языке как нохчий (имеется один словарь, указывающий другую форму — нохчой), в единственном числе — нохчо, реже нохчи (см. Табл. 1). На русский язык этот этноним приблизительно транскрибируется также: но́хчий/но́хчой — «чеченцы», но́хчи/но́хчо — «чеченец/чеченка». Употребляется с классными глаголами-связками ву, ю, бу; склонение по падежам: нохчичун — «чеченца» (родительный), нохчичунна — «чеченцу» (дательный), нохчичо/нохчочō — «чеченец» (эргативный), нохчичуьнга — «в чеченце» (местный).
В итумкалинском и чеберлоевском диалектах чеченского языка наименование чеченцев имеет форму нахчӯой. У близкородственных чеченцам ингушей написание и огласовка этого этнонима совпадает с чеченской — нохчий — «чеченцы», нохчо — «чеченец/чеченка» (имеется один словарь, указывающий другую форму в единственном числе — нохчуо). Также в ингушском языке форма нохчий используется и как прилагательное — «чеченский», а в чеченском языке это прилагательное образуется иначе — нохчийн/нохчийниг. У носителей аккинско-орстхойского наречия чеченского языка «чеченцы» — нохчуой, в кистинском диалекте — нохчуай (см. Табл. 1).
В несколько обособленном от вайнахского кластера бацбийском языке этноним нохчий не распространён. Некоторые исследователи, например К. З. Чокаев, указывают самоназвание как нахчий. В таблице эндоэтноним указывается как латиницей — служившей основой чеченской письменности в 1925—1937 годы, так и кириллицей — положенной в основу чеченского алфавита с 1938 года и используемого до наших дней .
| Табл. 1. Орфография этнонима в словарях чеченского и ингушского языков советского и постсоветского периодов (см. Литература § Словари) |            |             |                      |                      |             |               |               |               |
| СловоформаЯзык Диалект | «Чеченцы»  | «Чеченцы»   | «Чеченец», «Чеченка» | «Чеченец», «Чеченка» | «Чеченский» | «Чеченский»   | «По-чеченски» | «По-чеченски» |
| Литературный | нохчий (4) | нохчой (1)  | нохчо (3)            | нохчи(3)             | нохчийн (2) | нохчийниг (2) | нохчашха (1)  | нохчех (1)    |
| Литературный | нохчий (4) |             |                      |                      |             |               |               |               |
| Аккинский |            | нохчуой (1) |                      | нохчуо (1)           |             |               |               |               |
| Итумкалинский, Чеберлоевский |            | нахчӯой (1) |                      | нахчӯо (1)           |             |               |               |               |
| Кистинский |            | нохчуай (1) |                      | нохчуа (1)           |             |               |               |               |
| Ингушский | нохчий (6) |             | нохчо (6)            | нохчуо (1)           | нохчий (3)  |               |               |               |
| Ингушский | noхči (1)  |             | noхčo (1)            |                      | noхči (1)   |               |               |               |

Во второй половине XX и начале XXI веков в литературе встречается самоназвание чеченцев не в виде нохчий, а в виде русифицированной транскрипции нохчо или нохчи (или эти имена используются одновременно с нохчий). И, несмотря на то, что в чеченском языке словоформа нохчо или нохчи — это название представителя народа в единственном числе, авторы часто используют его как самоназвание всех чеченцев во множественном числе.

### Дореволюционная
Терминология российского кавказоведения до революции 1917 года и в первые десятилетия советского периода имела некоторые отличия от современной — говоря о «чеченцах», исследователи в то время традиционно объединяли под этим именем не только чеченцев, но и ингушей. В трудах исследователей Российской империи транслитерация кириллицей старинного самоназвания чеченцев отличалась от сегодняшней и иногда указывалась по-разному.
В работе 1823 года «Извѣстія о Кавказѣ», российский чиновник и историк Кавказа С. М. Броневский одним из первых упомянул свой вариант огласовки имени чеченцев, которым их, якобы, называли ингуши: «… а сосѣдей своихъ Чеченцовъ [ингуши] зовутъ Нача». Ещё один вариант — нахче, нахчуй (с большой буквы), сообщал в своих работах 2-й половины XIX века чиновник и учёный-кавказовед А. П. Берже:

«Что-же касается до самихъ Чеченцевъ, то они себя называютъ Нахче, т. е. «народъ» и это относится до всего народа, говорящаго на чеченскомъ языкѣ и его нарѣчіяхъ. Но слова Мичикишъ и Нахче понятны только Кумыкамъ, Кабардинцамъ и Чеченцамъ, за исключеніемъ-же ихъ неизвѣстны на Кавказѣ и въ остальной Россіи…» (с. 297)
— «Краткій обзоръ горскихъ племенъ на Кавказѣ» 1857.
На основании данных А. П. Берже самоназвание чеченцев, как нахче, повторил в своём труде 1871 года генерал-лейтенант, академик Н. Ф. Дубровин, добавляя, что «Подъ именемъ нахче чеченцы извѣстны и кабардинцамъ. Всѣ остальные народы называют ихъ, также какъ и мы [русские], чеченцами, …». В свою очередь, ссылаясь на Н. Ф. Дубровина, в 1877 году повторил форму написания нахче (с большой буквы) учёный-арменист К. П. Патканов. Вариант «нахчуй или нахчій (нахчуо — въ един. числѣ)» сообщал русский военный инженер (генерал-майор) и член-корреспондент Академии наук, барон П. К. Услар в 1888 году.
Другой вариант транскрибирования эндоэтнонима чеченцев — нахчой, сообщает в 1872 году российский офицер, первый чеченец, написавший этнографическое исследование на русском языке — У. Лаудаев: «Чеченцы сами себя называютъ нахчой, кумыки зовутъ ихъ мичикишъ, тавлинцы — буртель, кабардинцы — шашанъ, а русскіе — чеченцами». Варианты нахчу, нахчой (с большой буквы), в конце XIX века указывал в своей работе чиновник и исследователь Н. С. Семёнов. Такое же написание он использовал и во включённом в свою работу переводе арабской рукописи «Преданіе о происхожденіи чеченцевъ», принадлежащей кадию Шамилю Каратаеву:

«Извѣстныя мнѣ устныя чеченскія преданія, …, главнымъ образомъ, вертятся около собственнаго имени народа — Нахчу или Нахчой» (с. 209)

В арабской рукописи: «Лѣтопись выхода предковъ племени Нахчу изъ селенія Нахчувана в 17-й день мѣсяца Раджаба [июль] 63 года послѣ гиджріи [685 год], по смерти пророка — да будетъ надъ нимъ благословеніе и миръ» (с. 214)
— «Туземцы сѣверо-восточнаго Кавказа (Рассказы, очерки, изслѣдованія, замѣтки о чеченцахъ, кумыкахъ и ногайцахъ и образы поэзіи этихъ народцевъ)» 1895.
Этноним нахчой употреблял для обозначения самоназвания предков чеченцев известный учёный-кавказовед, юрист и просветитель конца XIX — начала XX веков Б. К. Далгат. В переиздании труда Далгата, Далгат якобы применяет название и к ингушам, так как согласно исследователю, помимо ингушских эндоэтнонимов галгай и ламур, имя нахчой «… очень часто применяют к себе и сами ингуши и охотно [это имя] может быть употребляемо как общее племенное название этого народа, наряду со словом „чеченцы“». Исходя из этого Б. К. Далгат высказал предложение о создании общего наименования для чеченцев и ингушей — нахчуйцы (в современном кавказоведении используется термин вайнахи). Однако, в оригинальном издании 1934 года, такого утверждения нет у Далгата.
Некоторые писатели и журналисты дореволюционной России, опираясь на труды выше перечисленных учёных, могли употреблять ещё один вариант транслитерации этнонима нохчий — нахчойцы (напр. А. И. Красницкий, под псевдонимом А. И. Лавинцев).

## История

### VII век
В Средневековье встречается в виде нахчаматьян, однако широкого использования этнонима нохчий известны с начала XIX века, когда на Кавказ прибывали разные исследователи. В этот период письменные источники соседей нахских народов, в частности арабские сочинения и грузинские летописи, употребляли собирательные этнонимы для всех нахских племён — дурзуки и, хронологически следующий термин, — кисты (первое упоминание дурдзуков у Ибн аль-Факиха в IX веке, но описываются события VI века). В кавказоведении существует гипотеза о связи нохчий с этнонимом нахчаматьяне из «Ашхарацуйц» VII века, в которой, по мнению абхазского исследователя Гумбы, отражена первоначальная форма этнонима — нахча (нахчу). Некоторые исследователи видят в них предков чеченцев, подразумевая отдельное средневековое племя — будущее ядро объединения чеченского народа (Г. З. Анчабадзе, Ш. Б. Ахмадов, В. Б. Виноградов и К. З. Чокаев и др.). Ряд исследователей предполагает имя нахчаматьяне не проточеченским, а общенахским этнонимом (Б. Б. Пиотровский, К. З. Чокаев и др.).

### XIII—XIV века
Встречается в указанный период в грузинских источниках. Однако возникновение данного общечеченского эндоэтнонима следует отнести к более раннему времени. В документе XIII века говорится о разрушении памятников архитектуры в стране Нахчу во время нашествия монголов. В источнике начала XIV века  народ нохче упоминается среди прочих племенных названий в числе христианской паствы патриарха Евфимия/Эквтиме III (католикос-патриарх Грузинского царства в 1310—1325 гг.). Этническая номенклатура источника и политическая ситуация того периода позволяют современным исследователям отнести народ Нохче к нахским этнонимам. Исторический документ был опубликован в 1897 году грузинским историком и филологом М. Г. Джанашвили и представлял собой приписку в Евангелии:
Когда блаженный патриарх наш Ефимий, обозревая свою паству, видел храмы в Антцухе, Цахуре, церковь народа Хундзи, народа нохче, Тушетии … то этот блаженный Ефимий приказал мне, архиепископу Курмуха и пастырю всех горных земель, Кириллу Донаури распорядится перепиской евангелий и разослать для каждой церкви … В кроникон 530-й, месяца мая 14 числа в год сотворения мира 6914-йИзвестия грузинских летописей и историков о Северном Кавказе и России, 1897.

### Первые упоминания в русскоязычных источниках (XIX век)

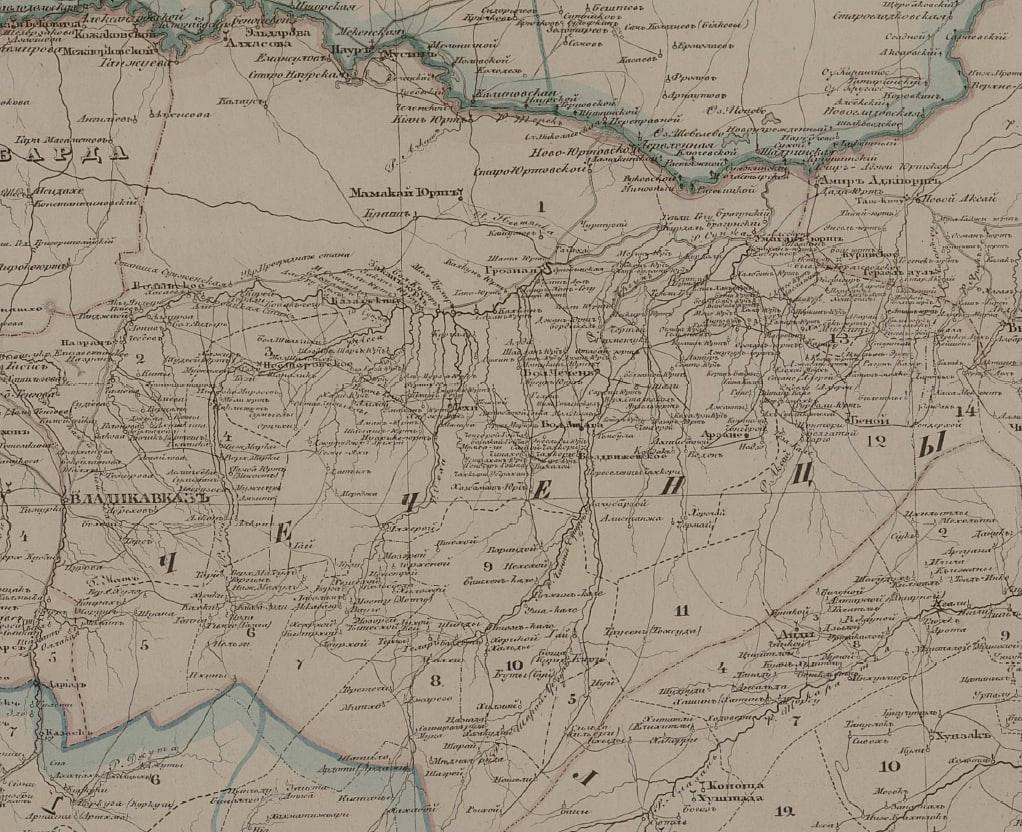
Чеченцы на Карте театра войны в Азии 1826—1830 года (Восточный Кавказ).

В работе 1823 года «Извѣстія о Кавказѣ», российский чиновник и историк Кавказа С. М. Броневский одним из первых упомянул свой вариант огласовки имени чеченцев, которым их, якобы, называли ингуши: «… а сосѣдей своихъ Чеченцовъ [ингуши] зовутъ Нача». Ещё один вариант — Нахче, Нахчуй, сообщал в своих работах 2-й половины XIX века чиновник и учёный-кавказовед А. П. Берже:

«Что-же касается до самихъ Чеченцевъ, то они себя называютъ Нахче, т. е. «народъ» и это относится до всего народа, говорящаго на чеченскомъ языкѣ и его нарѣчіяхъ. Но слова Мичикишъ и Нахче понятны только Кумыкамъ, Кабардинцамъ и Чеченцамъ, за исключеніемъ-же ихъ неизвѣстны на Кавказѣ и въ остальной Россіи…» (с. 297)
— «Краткій обзоръ горскихъ племенъ на Кавказѣ» 1857.
На основании данных А. П. Берже самоназвание чеченцев, как нахче, повторил в своём труде 1871 года генерал-лейтенант, академик Н. Ф. Дубровин, ошибочно добавляя, что «Подъ именемъ нахче чеченцы извѣстны и кабардинцамъ. Всѣ остальные народы называют ихъ, также какъ и мы [русские], чеченцами, …». В свою очередь, ссылаясь на Н. Ф. Дубровина, в 1877 году повторил форму написания нахче (с большой буквы) учёный-арменист К. П. Патканов. Вариант «нахчуй или нахчій (нахчуо — въ един. числѣ)» сообщал русский военный инженер (генерал-майор) и член-корреспондент Академии наук, барон П. К. Услар в 1888 году.
Другой вариант транскрибирования эндоэтнонима чеченцев — нахчой, сообщает в 1872 году российский офицер, первый чеченец, написавший этнографическое исследование на русском языке — У. Лаудаев: «Чеченцы сами себя называютъ нахчой, кумыки зовутъ ихъ мичикишъ, тавлинцы — буртель, кабардинцы — шашанъ, а русскіе — чеченцами». Варианты нахчу, нахчой (с большой буквы), в конце XIX века указывал в своей работе чиновник и исследователь Н. С. Семёнов. Такое же написание он использовал и во включённом в свою работу переводе арабской рукописи «Преданіе о происхожденіи чеченцевъ», принадлежащей кадию Шамилю Каратаеву:

«Извѣстныя мнѣ устныя чеченскія преданія, …, главнымъ образомъ, вертятся около собственнаго имени народа — Нахчу или Нахчой» (с. 209)

В арабской рукописи: «Лѣтопись выхода предковъ племени Нахчу изъ селенія Нахчувана в 17-й день мѣсяца Раджаба [июль] 63 года послѣ гиджріи [685 год], по смерти пророка — да будетъ надъ нимъ благословеніе и миръ» (с. 214)
— «Туземцы сѣверо-восточнаго Кавказа (Рассказы, очерки, изслѣдованія, замѣтки о чеченцахъ, кумыкахъ и ногайцахъ и образы поэзіи этихъ народцевъ)» 1895.
Этноним нахчой употреблял для обозначения самоназвания предков чеченцев известный учёный-кавказовед, юрист и просветитель конца XIX — начала XX веков Б. К. Далгат. Также этот этноним Б. К. Далгат применял и к ингушам, так как согласно исследователю, помимо ингушских эндоэтнонимов галгай и ламур, имя нахчой «… очень часто применяют к себе и сами ингуши и охотно [это имя] может быть употребляемо как общее племенное название этого народа, наряду со словом „чеченцы“». Исходя из этого Б. К. Далгат высказал предложение о создании общего наименования для чеченцев и ингушей — нахчуйцы (в современном кавказоведении используется термин вайнахи).
Некоторые писатели и журналисты дореволюционной России, опираясь на труды выше перечисленных учёных, могли употреблять ещё один вариант транслитерации этнонима нохчий — нахчойцы (напр. А. И. Красницкий, под псевдонимом А. И. Лавинцев).
| Орфография этнонимов, вероятно, связанных со словоформой нохчий: |                                                                                  |      |                  |                                                                        |
| Русскоязычные источники XIX века                                 |                                                                                  |      |                  |                                                                        |
| Этнонимы:                                                        | Значение термина                                                                 | Год  | Автор            | Работа                                                                 |
| Нача                                                             | ингушское именование чеченцев, (общее название вайнахов — Кисты)                 | 1823 | С. М. Броневский | «Новѣйшія географическія и историческія извѣстія о Кавказѣ» (Часть II) |
| Нахче                                                            | самоназвание всех вайнахов                                                       |      | И. А. Бартоломей |                                                                        |
| Нахче                                                            | цитирует И. А. Бартоломея, но отдельно от Нахче выделяет горных вайнахов — Таули | 1857 | А. П. Берже      | «Краткій обзоръ горскихъ племенъ на Кавказѣ»                           |
| Нахче                                                            | цитирует И. А. Бартоломея, но отдельно от Нахче выделяет горных вайнахов — Таули | 1859 | А. П. Берже      | «Чечня и чеченцы»                                                      |
| Нахче                                                            | цитирует А. П. Берже 1859                                                        | 1871 | Н. Ф. Дубровин   | «Книга 1 „Кавказъ“. Исторія войны и владычества русскихъ на Кавказѣ»   |
| Нахче                                                            | ссылается на Н. Ф. Дубровина                                                     | 1877 | К. П. Патканов   | «Армянская географія VII вѣка по Р.Х.»                                 |
| Нахчуй                                                           | цитирует сам себя, но изменил словоформу самоназвания                            | 1879 | А. П. Берже      | «Этнографическое обозрѣние Кавказа»                                    |
| Нахчой                                                           | самоназвание чеченцев                                                            | 1872 | У. Лаудаев       | «Чеченское племя»                                                      |
| Нахчой                                                           | самоназвание чеченцев                                                            | 1895 | Н. С. Семёнов    | «Туземцы сѣверо-восточнаго Кавказа»                                    |

## Этимология этнонима

### От словаНАХ— «народ» (большинство исслед.)
Крюков М. В. отмечал, что у большинства древних этносов этноним интерпретируется как «люди», «человек», «мужчина». Чеченское слово «нах» (люди, народ) легло в основу этнонима нохчий (нахчий). Слово нах семантически насыщеннее тем, что оно имеет ярко выраженную эмоциальную окраску в значении важности, избранности, достоинства и других качеств, в отличие от схожих слов (например, чечен. адам — человек, люди). В 1857 году А. П. Берже одним из первых кавказоведов указал что эндоэтноним нохчий (в транслитерации А. П. Берже — Нахче) возводится к слову «люди», «народ», «общество» (чечен. , ингуш.  и бац. нах), согласно современным словарям оно является множественным числом от значения «человек», «мужчина» (чечен. стаг, ингуш. саг, бац. стакI). Большинство российских, советских и постсоветских учёных (напр. Н. Ф. Дубровин 1871, Н. С. Семёнов 1895, Б. К. Далгат 1906 (1892—1894), В. Б. Виноградов и К. З. Чокаев 1966, Н. Г. Волкова 1973, И. Ю. Алироев 1990, Чокаев К. З. 1993, М. М. Бетильмерзаева 2005, Бакаев Х. З. 2021) также высказывали мнение, что имя нохчий происходит от слова нах. Вероятно, что изначальное самоназвание общества нохчий было нахча/нахчи — производное от нах — «народ», с помощью словообразовательного суффикса -ча/-чи (варианты происхождения окончания этнонима нохчий см. в разделе ниже).
В своей работе 2005 года А. Т. Исмаилов сообщает, что в чеченском языке существуют и другие подобные слову нах синонимы, например: къам — «народ», «народность», «национальность», «нация»; халкъ — «народ» и т. д., а собирательное значение слова адам — «человек», «все люди», даже более древнее чем слово нах, не стало составляющей в самоназвании чеченского народа.

### Фольклор
Большинство нахских преданий записано в XIX веке, они часто трактуются исследователями в историческом контексте, однако, такое использование требует особых источниковедческих методов, и не позволяет устанавливать точную хронологию для описания каких-либо событий из жизни предков чеченцев и ингушей. 
В одном из преданий, которое приводится Пожидаевым В. о богатыре Нахчо и его двенадцати сыновьях говортся, что каждый из сыновей дал начало обществу (или аулу): Ичкери, Аух, Шато, Шубухи, Чеберло, Дзумсо, Кисти, Галаш, Цори, Галгай, Джерах и Ангушт.
Фольклорист У. Б. Далгат в работе 1972 года сообщает ингушское предание, в котором фигурирует чеченский первопредок по имени Нахчо/Нохчо. Исследовательница ссылается на рукописи и опубликованные работы своего отца — Б. К. Далгата, который, в свою очередь, записал это сказание со слов Ганыжа Абиевича Келигова-Фалханова (60-и летний ингушский жрец бога Мятцели, житель селения Фалхан). Согласно последнему, некогда жили три брата — Га, Орштхо/Арштхо и Нахчо, от которых и произошли галгайцы (ингуши), орстхойцы (карабулаки) и нохчий (чеченцы). В представлении ингушей братья прибыли в горы с востока и поселились в местности Галга, откуда и стали расселяться по территориям современной Чечни и Ингушетии. В чеченских сказаниях о происхождении вайнахов встречались и иные комбинации имён братьев, например, могли добавляться Ако/Ахо и Шото (эпонимы аккинцев и шатойцев).
Ещё одно предание, объяснявшее этимологию нохчий, одним из первым зафиксировал У. Лаудаев (рукопись опубликована в 1872), сообщая легенду о неком князе, который, прогневав повелителя, бежал из Сирии и поселился на Кавказе. Его младший сын, именовавшийся Нахчой, взял себе уделом землю в горах и стал родоначальником чеченцев, отсюда и их имя — нахчой. Сам рассказчик предания — У. Лаудаев, скептически оценивает достоверность данного повествования, считая, что оно «ничѣмъ не подтверждается и есть скорѣе выраженіе тщеславія молодого народа, желающего имѣть своимъ родоначальникомъ княжескаго сына». Либо, согласно его другому предположению, эта легенда могла просто переиначивать генеалогию дагестанских шамхалов.
Ряд исследователей сообщает некоторые дополнения к этому сказанию (напр., советский грузинский историк абхазского происхождения д-р ист. наук, профессор Г. З. Анчабадзе): якобы предок нахов был вынужден бежать из Сирии из-за кровной мести и первое время жил в Грузии, а затем поселился в нагорной Чечне, в урочище под названием Нашха — от которого и произошло название народа нохчий (эту версию см. ниже). Г. З. Анчабадзе сомневается в конкретно сирийском происхождении нахского предка, считая, что эта деталь явно вставлена в сказание позднее и связана с распространением ислама.
Н. С. Семёнов, сообщая о различных чеченских преданиях объясняющих этимологию самоназвания нохчий, замечает, что для части этих сказаний основой послужила схожесть этнонима с нахским словом нехча — «сыр», «творог». Более точное транскрибирование этого слова, согласно современным словарям, в чеченском языке — нехча, в ингушском — нахча, в бацбийском — начх, а более верный перевод — «сыр», «брынза», так как «творог» в нахских языках имеет другую огласовку (чечен. кӏалд, ингуш. кӏолд, бац. кӏалтI). Некоторые предания, объясняющие происхождение наименования нохчий от слова «сыр»:

«Когда у Али [родоначальник чеченцев согласно Саит-Курт-Магомету] родился сынъ и ребёнка начали обмывать, то замѣтили, что у него были сжаты пальцы правой руки. Когда их раскрыли, нашли въ рукѣ слизистый кусокъ похожій на сыръ. Это послужило причиною дать малюткѣ имя Нахчи — слово означающее на Галгаевскомъ нарѣчіи и вообще у всѣхъ Чеченскихъ племенъ сыръ» (с. 138, 139)
— записал А. П. Берже, ссылаясь на Саит-Курт-Магомета, «Чечня и Чеченцы» / «Кавказскій календарь на 1860», 1859.
Профессиональный чеченский лингвист, д-р филол. наук, профессор И. Ю. Алироев справедливо отметил, что предания, связывающие этимологию нохчий со словом «сыр», являются малоубедительными, «поскольку в искусстве изготовлять сыры чеченцам не уступали и другие народы Кавказа». Так же эту версию этимологии отрицал языковед К. З. Чокаев.

### От названия области Нашха
А. Н. Генко ещё в 1930 году высказал версию о том, что нохчий является производным от названии области Нашха. Советский исследователь чеченского языка А. Г. Мациев отмечал интересный факт, «что все чеченцы, в том числе аккинцы, кистинцы и чеберлоевцы, называют себя нохчоу/нахчо, а выходцы из урочища Нашха называют себя нашха». Согласно большинству нахских преданий, историческая область Нашха/Нашх/Нашаха считается местом древнейшего поселения чеченцев, поэтому среди них издавна бытует мнение, что если кто-либо выходец из Нашха — то он коренной житель Чечни. Основываясь на этих сведениях, А. Г. Мациев предложил вариант этимологии (который посчитал заслуживающим внимания и И. Ю. Алироев), основывающийся на связи этнонима нохчий с областью Нашха. Согласно А. Г. Мациеву:

«… можно предположить, что корень этих двух семантически близких слов — нахчо//нохчо//наш-хо — общий. Комплексу согласных хч, хш во многих диалектах нахских языков соответствует стечение согласных чх, шх, то есть в диалектах происходит закономерная перестановка согласных, …» (с. 6)
— «Чеберлоевский диалект чеченского языка», 1965.
Чеченский учёный, д-р ист. наук, профессор Ш. Б. Ахмадов также не исключал возможность происхождения имени нохчий от топонима Нашха (в варианте транслитерации Ш. Б. Ахмадова — Нашха/Нашаха). Исследователь в работе 2002 года называл Нашха то обществом, то селением, а его предположение о связи с именем нохчий основано на том, что здесь располагался важный вайнахский центр самоуправления — один из «Советов старейшин» (не следует путать с другим вайнахским институтом самоуправления — Мехк-кхелом — «Советом/судом страны»).

### От чеченского слова «плуг»
Несмотря на то, что И. Ю. Алироев отметил заслуживающей внимания этимологию слова нохчий от слова «народ», а также достаточно интересной этимологию предположенную А. Г. Мациевым от названия исторической области Нашха (см. выше), сам он, в работе 1990 года «Язык, история и культура вайнахов», посчитал более убедительной другую гипотезу, согласно которой самоназвание чеченцев могло быть связано с древнейшим чеченским названием плуга/сохи — нох:

«…отсюда нох-чуо, нохчий, где -чуо — суффикс профессии, т. е. нохчий дословно — ‘плугари, плужники’, что подтверждается тем, что в вайнахских языках, как известно, имеются племена, названия которых связаны с родом деятельности. Кроме того, эта этимология не противоречит общетеоретической этнонимической модели, выдвинутой [советским этнографом, д-р ист. наук] Я. В. Чесновым, согласно которой этнонимы не существуют изолированно, а образуют семантический ряд, в котором тот или иной этноним отражает господствующий у народа хозяйственно-культурный тип» (с. 6)
— «Чеченский язык», 2001.

### Основа «нахч» + суффикс «и» — «внутренний житель» (А. Д. Вагапов)
В «Этимологическом словаре чеченского языка» А. Д. Вагапова этноним нохчий, через средневековых нахчаматьян (см. раздел «Период возникновения»), возводиться к племенному этнониму озвученному исследователем как нахчи. Согласно А. Д. Вагапову, по одной из этимологических версий, образовался этот этноним с помощью суффикса -и от основы нахч- — «внутренняя (земля)», и буквально означает «внутренний житель», то есть живущий между Терско-Сунженским хребтом (Терско-Сунженская возвышенность, по А. Д. Вагапову т. н. «Гребень») и расположенными к югу отрогами Кавказских гор. Возможно, этот этноним мог сохраниться в топониме Нохчи-мохк (другое название — Ичкерия, транслитерация по А. Д. Вагапову — Нохчмохк, вариант перевода по А. Д. Вагапову — «Внутренняя/прекрасная земля», совр. Ножай-Юртовский и Веденский районы Чечни).

### Нахчи— «великолепный» и др. (А. Д. Вагапов)
Ещё по одной версии в этимологическом словаре А. Д. Вагапова, предложенный им племенной этноним нахчи объясняется как «великолепный», «живописный», «красавец», «щёголь». Учёный основывает этот вывод на следующих параллелях: в чеченском языке — нахчи — «сыр», сродни «чеканный», «узорчатый», «красивый»; в армянском языке — нахш — «узор», «орнамент», нахши — «узорный», «расписной», Нахичевань — «живописная местность»; в лезгинском языке — нахиш — «узор». Согласно А. Д. Вагапову, подтверждается эта точка зрения и дублирующим названием чечен, которое он также объясняет как «великолепный», «живописный», «красавец», «щёголь», находя подобия/сравнения в языках соседних народов: в лакском языке — шашан — «ткать»; в персидском языке — сасун — «вытачка», «узор»; в арабском языке — шашани — «образец», «эталон (красоты)»; в тюркских языках — чачан — «живописный», «красноречивый» (в частности в тувинском языке — чечен — «красивый», «изящный», «художественный»); в старорусском языке — чеченя — «щёголь», чечень — «балованный ребёнок», чечениться — «гордиться», «чваниться», «щёгольски одеваться».
Также А. Д. Вагапов считает, что типологически наименование этнонима нахчи сродни именам некоторых чеченских этнотерриториальных и социальных групп (тукхумов, тайпов): 1) Чеберлоевец (чечен. чӏеберлуо) сравнивается исследователем с кумыкским чебер — «живописный», «образный»; татарским чибер — «красивый», «статный»; старорусским чебер — «щёголь», «франт»; 2) Дишниец (чечен. дишни) сравнивается с турецким десен — «рисунок», «орнамент»; 3) Шикароец (чечен. шикъаро) сравнивается с арабским шикъара — «русый»; каратинским чӏикоров, чӏикорой — «красивый».

## Суффикс -чи/-ча в этнониме
В чеченском языке элемент чи сохранился в виде суфикса, подобного латинскому ist:
гIо (помощь) — гIонча (помощник) — гIончий (помощники);
пондар (гармонь) — пондарча (гармонист) — пондарчий (гармонисты);
илли (песня) — илланча (певец) — илланчий (певцы) и др.
Специалист по Кавказским языкам А. Дирр компонент чуо (чи, чий) в этнониме переводил с чеченского как «человек». Ссылаясь на того же Дирра Марр указывал на то, что чи является древнейшим кавказским словом, которое несёт значение «человек».
Н. С. Семёнов считал, что окончание -чу (в варианте транслитерации самоназвания как нахчу) — это частица означающая «внутри»:

«Народное имя чеченцевъ — Нахчу разбивается на два слова: нахъ и чу. Нахъ по чеченски значитъ люди, народъ, чу можно перевести словами внутри, тутъ, въ этомъ мѣстѣ. Подобнымъ же образомъ составлены другія чеченскіе названія, напр., Гехинъ-Чу — мѣстность, населённая мало-чеченцами, Чеченъ-Чу — мѣстность Большой Чечни, Гезенъ-Чу — аулъ, Ахкенъ-Чу — тоже аулъ и друг.» (с. 209, 210)
— «Туземцы сѣверо-восточнаго Кавказа (Рассказы, очерки, изслѣдованія, замѣтки о чеченцахъ, кумыкахъ и ногайцахъ и образы поэзіи этихъ народцевъ)», 1895.
Далее исследователь делал вывод, что Нахчу — это место обитания народа, а Нохчой — означает сам народ. С этимологией наименования нохчий от слов «народ» + «внутри»/«в этом месте» соглашался Б. К. Далгат, как один из вариантов рассматривали его видный советский этнограф-кавказовед Н. Г. Волкова (окончание в её транслитерации — -чьо — «место», «территория») и И. Ю. Алироев (он возводит этноним к нуохчийчуо — букв. «место чеченцев»).
Среди других предположений существует гипотеза Н. Я. Марра, который считал, что чи — это слившееся с основой этнонима нарицательное имя, означавшее у некоторых народов Кавказа человек. Подобное мнение высказывал и И. Ю. Алироев: он также посчитал заслуживающей внимания гипотезу о происхождении окончания этнонима на базе аваро-андийской подветви языков, но употреблял понятие «андийские языки». По И. Ю. Алироеву чеченское слово нах — «народ» могло соединиться с андийским чи — «человек».
Советские учёные В. Б. Виноградов и К. З. Чокаев в своей работе предположили, что суффикс -чи является заимствованием от тюркоязычных хазар. С этой гипотезой В. Б. Виноградов и К. З. Чокаев не претендовали на окончательность решения вопроса и допускали другие варианты, например, возможность идентичности окончания этнонима нохчий аварскому слову чи — «человек». Н. Г. Волкова также определяла суффикс как тюркский, но относила это заимствование не ранее XII—XIII веков от кипчаков или татаро-монгол. В 1992 году К. З. Чокаев свою с Виноградовым гипотезу о тюркском заимствовании суффикса -чи называет ошибочной. Лингвист А. Вагапов отмечает, что чеченский суффикс ча/чи не может являться заимствованием из тюркских ящыков, так как он не получил в них удовлетворительного объяснения, в то время как в кавказских языках он может быть возведён к корню ча//чи//чу — «человек», «мужчина», и к тому же, Вагапов не исключает, что и в тюркские языки суффикс чи//чы мог попасть из языков народов Кавказа.

## Распространение этнонима и связь с этногенезом
Чеченцы, как и родственные им ингуши, сформировались из нахской этноязыковой общности в отдельные этнокультурные объединения сравнительно недавно. Исторический период когда это произошло и другие вопросы этногенеза чеченского народа в кавказоведении на сегодняшний день остаются дискуссионными. Превалирует мнение, что формирование чеченцев в современном понимании этого этнонима являлось результатом сложных процессов внутренней этнической консолидации восточно-нахского населения в XVI—XVIII веках. Общее самоназвание нохчий было воспринято отдельными нахскими этногруппами несколько позднее — с XVII или даже с XVIII по XIX века. Также существует предположение, что даже в XX веке не наступила полная этническая консолидация чеченцев и единое самоназвание нохчий не было воспринято в полной мере всеми чеченскими субэтносами. 
- Ряд исследователей выдвигает предположение, что появление этнонима нохчий может быть связано с некой этнотерриториальной группой, существовавшей с периода Средневековья и в дальнейшем ставшей ядром объединения чеченского народа. Гипотетически это племя могло существовать уже к VII веку либо несколько позднее — только в XII—XIII веках. Регионом формирования племени называют северные склоны Центрального Кавказа — историческую область Нашха, откуда основные проточеченские тайпы переселились в Нохчи-мохк и некоторые другие области➤.
- По другой гипотезе, собирательное наименование нохчий распространилось на восточно-нахские этногруппы только после их переселения с гор и предгорий на плоскость — Чеченскую равнину и Притеречье (оно могло исходить от основных наиболее сильных групп мигрантов-нохчмахкахойцев).➤.
- Также существует гипотеза, согласно которой этноним нохчий происходит от общего наименованием группы нахских народов — нахче➤.

### Гипотеза о распространении от первоплемени
Ряд исследователей уровня докторов наук (Г. З. Анчабадзе, Ш. Б. Ахмадов, В. Б. Виноградов и К. З. Чокаев и др.) предполагают, что появление эндоэтнонима чеченцев нохчий может быть связано с некой этнотерриториальной группой, ставшей ядром объединения чеченского народа. Регионом формирования племени называют северные склоны Центрального Кавказа — историческую область Нашха (почти все чеченские тайповые предания связывают с ней своё происхождение), либо Нохчи-мохк («Страна нохчий» — сам топоним включает эндоэтноним чеченцев). Возможно участие в этногенезе и обеих областей — основные проточеченские тайпы вышли из Нашхи и переселились в Нохчи-мохк, где происходила их дальнейшая консолидация.
Средневековые нохче гипотетически могли существовать уже к VII веку либо возникли позднее — только в XII—XIII веках. Не исключено, что на каком-то этапе они стали доминировать над соседними восточно-нахскими этногруппами и, со временем, распространили на окружающих своё племенное название. Некоторые исследователи предполагают, что произошло это в силу сравнительно высокого социально-экономического развития племени нохче и плодородности их территории, которая могла являться житницей местных племён. Однако, следует понимать, что исследователи считают эту группу только отдельным нахским племенем (просуществовало обособленно, вероятно, до XVII—XVIII веков), а собирательный термин нохчий, как этноним собственно всех чеченцев, предполагают распространившимся гораздо позднее — вероятно, только с XVII или с XVIII по XIX века.

### Гипотеза о распространении среди переселенцев на равнину
Мнение, что чеченцы начали называть себя нохчий только после переселения на равнину, высказал и Б. К. Далгат (в терминологии Б. К. Далгата этноним чеченцы используется в устаревшем значении, и соответствует современному термину нахские народы)[уточнить]. Позднее гипотезу о распространении имени нохчий только среди равнинных чеченцев поддержали некоторые кавказоведы, а Н. Г. Волкова отмечала, что по отношению к жителям Равнинной Чечни нередко использовалось имя нохчий, а чеченских горцев — ламарой.

### Опровержение гипотезы
В одной из последних работ, в которой было рассмотрено множество вопросов касательно чеченских этнонимов эта гипотеза была опровергнута и названа глубоко ошибочной. Существуют надёжные исторические свидетельства, что этноним нахче существует задолго до исхода чеченцев на равнину, который проходил в период с XVI по XVIII века. Так, в документе 1310 года, опубликованном М. Г. Джанашвили, а через 33 года и А. Н. Генко, фиксируется этноним нахче. Волкова Н. Г. подчёркивает, что зарождение этнонима  нужно относить к более раннему времени. Примечательно ещё и то, что в этом документе, архиепископ Кирилл Донаури прямо называет себя пастырем горских народов, к тому же, все церкви (их руины и топономические названия, указывающие на их существование в прошлом) фиксируются исключительно в горах.

### Словари нахских языков
- Сборник слов: [2010 слов] / Сост. З. К. Мальсагов // Ингушская грамматика. — Владикавказ : Serdælo. Тип. Свет, 1925. — С. 113—224. — 226 с. — 300 экз.

- Чеченско-русский словарь: ок. 20 000 слов = Нохчийн-Оьрсийн словарь: 20 000 гергга дош. С прил. краткого грамматич. очерка чечен. яз. / Сост.: А. Г. Мациев; Отв. ред. Ю. Д. Дешериев. — М. : ГИС; Моск. тип. № 5, 1961. — 629 с. — 9000 экз.

- Чеченско-ингушско-русский словарь: [ок. 7000 слов] = Нохчийн-Гӏалгӏайн-Оьрсийн словарь / Сост.: А. Г. Мациев, И. А. Оздоев, З. Д. Джамалханов; Ред. А. А. Саламов, Б. Х. Зязиков. — ЧИНИИИЯЛ. — Грозный : ЧИКИ, Тип. им. 11 августа 1918 г., 1962. — 198 с. — 1000 экз.

- Ингушско-чеченско-русский словарь: [ок. 7000 слов] = Гӏалгӏай-Нохчий-Эрсий словарь / Сост. И. А. Оздоев, А. Г. Мациев, З. Д. Джамалханов; Ред. А. А. Саламов, Б. Х. Зязиков. — ЧИНИИИЯЛ. — Грозный : ЧИКИ; Тип. им. 11 августа 1918 г., 1962. — 212 с. — 1000 экз.

- Сравнительно-сопоставительный словарь отраслевой лексики чеченского и ингушского языков и диалектов: [18 309 слов] / Сост.: И. Ю. Алироев; Отв. ред. А. С. Куркиев. — ЧИНИИИЯЛ при СМ ЧИАССР; ЧИГУ. — Махачкала : ЧИКИ; СК МП Статуправл. ДАССР, 1975. — 387 с. — 550 экз.

- Русско-ингушский словарь: 40 000 слов = Эрсий-Гӏалгӏай словарь: 40 000 дош / Сост.: И. А. Оздоев; Под. ред. Ф. Г. Оздоева и А. С. Куркиев. — ЧИНИИИСФ при СМ ЧИАССР. — М. : Русский язык; Моск. тип. № 7, 1980. — 832 с. — 5000 экз.

- Цово-тушинско-грузинско-русский словарь = წოვა-თუშურ-ქართულ-რუსული ლექსიკონი / Сост.: Д. Кадагидзе, Н. Кадагидзе, под. ред. Арн. Чикобава. — Институт языкознания. АН ГССР. — Тбилиси: «Мецниереба», 1984. (на грузинском и русском языках).

- Слово [чеченско-русский и русско-чеченский словари] / Сост. А. Т. Исмаилов; Ответ. ред. З. Д. Джамалханов. — Элиста : АПП Джангар, 2005. — 928 с. — 3000 экз. — ISBN 5-94587-035-8.

- Ингушско-русский словарь: 11 142 слов = Гӏалгӏай-Эрсий дошлорг: 11 142 дош / Сост.: А. С. Куркиев. — ИГУ. — Магас : Сердало, 2005. — 544 с. — 5000 экз. — ISBN 5-94452-054-X.

- Ингушско-русский словарь: 24 000 слов = Гӏалгӏай-Эрсий дошлорг / Науч. рук. Л. У. Тариева; Сост.: А. И. Бекова, У. Б. Дударов, Ф. М. Илиева, Л. Д. Мальсагова, Л. У. Тариева; Рец. Ф. Г. Оздоева, А. М. Мартазанов; Гл. ред. Т. И. Машуков. — Ингушский НИИ ГН им. Ч. Э. Ахриева. — Нальчик : ГП КБР РПК, 2009. — 983 с. — ISBN 978-5-88195-965-4.

- Чеченско-русский словарь: ок. 20 000 слов = Нохчийн-Оьрсийн словарь / Сост.: И. Ю. Алироев; Ответ. ред. З. Х. Хамидова. — РАН. Институт языкознания. АН ЧР. — М. : Academia, Можайский полигр. комб., 2005. — 384 с. — (Справочники. Энциклопедии. Словари). — 3000 экз. — ISBN 5-87444-180-8.

- Чрелашвили К. Т. Краткий бацбийско-русский словарь // Цова-тушинский (бацбийский) язык / Ответ. ред. Г. А. Халухаев. — М.: «Наука», 2007. — 279 с. — 500 экз. — ISBN 978-5-02-034210-1.

- Этимологический словарь чеченского языка : этимол. слов. / Сост. А. Д. Вагапов, науч. ред. М. Р. Овхадов. — ЧГУ. — Тбилиси : Меридиани, 2011. — 734 с. — ISBN 978-9941-10-439-8.

Страницы в словарях для используемых в статье нахских слов:
| Словари:                         | чеченско-русские | чеченско-русские   | чеченско-русские | чеченско-русские | чеченско-русские | чеченско-русские | ингушско-русские   | ингушско-русские | ингушско-русские | ингушско-русские   | бацбийско-русские | бацбийско-русские       | бацбийско-русские  |                                                                 |
| -------------------------------- | ---------------- | ------------------ | ---------------- | ---------------- | ---------------- | ---------------- | ------------------ | ---------------- | ---------------- | ------------------ | ----------------- | ----------------------- | ------------------ | --------------------------------------------------------------- |
| Общенахские термины:             | Мациев А. Г.     | Мациев А. Г. и др. | Алироев И. Ю.    | Алироев И. Ю.    | Исмаилов А. Т.   | Вагапов А. Д.    | Оздоев И. А. и др. | Оздоев И. А.     | Куркиев А. С.    | Бекова А. И. и др. | Дешериев Ю. Д.    | Кадагидзе Д. Н. и Н. Д. | Чрела- швили К. Т. |                                                                 |
| Общенахские термины:             | 1961             | 1962               | 1975             | 2005             | 2005             | 2011             | 1962               | 1980             | 2005             | 2009               | 1953              | 1984                    | 2007               |                                                                 |
| адам (чеч., инг.)                | 31               | 12                 | 154              | —                | 10-12            | 82               | 14                 | 349              | 21               | 54                 | —                 | —                       | —                  | «человек», «люди»                                               |
| адмие (бац.)                     | —                | —                  | —                | —                | —                | 82               | —                  | —                | —                | —                  | —                 | —                       | —                  | «человек», «люди»                                               |
| къам, къāм (чеч., инг.)          | 248              | 94                 | 285              | 142              | 149              | 385              | 101                | 349 356          | 250              | 417                | —                 | —                       | —                  | «народ/народность», «нация/национальность»                      |
| къом (чеч. диал.)                | —                | —                  | —                | —                | —                | 385              | —                  | —                | —                | —                  | —                 | —                       | —                  | «народ/народность», «нация/национальность»                      |
| кӏалд (чеч.)                     | 258              | 98                 | 217              | 148              | 159              | 401              | 108                | —                | —                | —                  | 313               | —                       | —                  | «творог»                                                        |
| кӏолд (инг.)                     | —                | 98                 | 217              | —                | —                | 401              | 108                | 711              | 268              | 446                | 313               | —                       | —                  | «творог»                                                        |
| кӏалтI, ḳаlṭ (бац.)              | —                | —                  | —                | —                | —                | 401              | —                  | —                | —                | —                  | 313               | 326                     | 266                | «творог»                                                        |
| мохк, муохк (чеч., инг.)         | 306              | 113                | 24               | 177              | 199              | 478              | 122                | 222 700          | 308              | 511                | —                 | —                       | —                  | 1) «земля», «край», «страна» 2) «ступа», «ступка»               |
| мохк (инг.)                      | —                | —                  | —                | —                | —                | 478              | —                  | —                | —                | —                  | —                 | —                       | —                  | 1) «земля», «край», «страна» 2) «ступа», «ступка»               |
| морг (бац.)                      | —                | —                  | —                | —                | —                | 478              | —                  | —                | —                | —                  | —                 | —                       | —                  | 1) «земля», «край», «страна» 2) «ступа», «ступка»               |
| муорк (нах. диал.)               | —                | —                  | —                | —                | —                | 478              | —                  | —                | —                | —                  | —                 | —                       | —                  | 1) «земля», «край», «страна» 2) «ступа», «ступка»               |
| нах, nax (чеч., инг., бац.)      | 312              | 116                | 157              | 181              | 205 411          | 487              | 125                | 306 349          | 315              | 566                | 312 366           | 473                     | 268                | «люди», «народ» (мн. ч. от саг/стаг)                            |
| наьхча, нехча (чеч.)             | 315              | 116                | 220              | 183              | 207              | 488              | 125                | —                | —                | —                  | 313               | —                       | —                  | «сыр», «брынза», «жёлтый сыр»                                   |
| нахча (инг.)                     | —                | —                  | 220              | —                | —                | 488              | 125                | 55 708           | 315              | 522                | 313               | —                       | —                  | «сыр», «брынза», «жёлтый сыр»                                   |
| начх, наčх (бац.)                | —                | —                  | —                | —                | —                | 488              | —                  | —                | —                | —                  | 313               | 472                     | 268                | «сыр», «брынза», «жёлтый сыр»                                   |
| нох, нуох (чеч.)                 | 318              | 117                | 235              | 185              | 211              | 497              | 127                | —                | —                | —                  | —                 | —                       | —                  | 1) «плуг/соха» 2) «жвачка/жевание»                              |
| нух (инг.)                       | —                | 117                | 235              | —                | —                | 497              | 127                | 492 686          | 322              | 529                | —                 | —                       | —                  | 1) «плуг/соха» 2) «жвачка/жевание»                              |
| нахарча (чеч.)                   | 312              | —                  | 126              | 181              | 205              | —                | —                  | —                | —                | —                  | —                 | —                       | —                  | «плугарь»                                                       |
| нахарчаш (чеч.)                  | 312              | —                  | —                | 181              | —                | —                | —                  | —                | —                | —                  | —                 | —                       | —                  | «плугари»                                                       |
| Нохчмуохк, Нохчмохк (чеч.)       | —                | —                  | —                | —                | —                | 496              | —                  | —                | —                | —                  | —                 | —                       | —                  | «Нохч-мохк/Ичкерия»                                             |
| нохчмахкахо (чеч.)               | —                | —                  | —                | 185              | —                | —                | —                  | —                | —                | —                  | —                 | —                       | —                  | «нохчмахкахоец/ичкеринец»                                       |
| нохчмехкахо (чеч.)               | 319              | —                  | —                | —                | —                | —                | —                  | —                | —                | —                  | —                 | —                       | —                  | «нохчмахкахоец/ичкеринец»                                       |
| нохчи, нохчо (чеч.)              | 319              | —                  | 317              | 185              | 211              | 495              | —                  | —                | —                | —                  | —                 | —                       | —                  | «чеченец(ка)»                                                   |
| нохчо, нохчуо (инг.)             | 319              | 117                | 317              | 185              | 211              | 495              | 126                | 791              | 322              | 528                | —                 | —                       | —                  | «чеченец(ка)»                                                   |
| нохчий (чеч., инг.)              | 319              | 117                | —                | 185              | 211              | —                | 126                | 791              | 322              | 528                | —                 | —                       | —                  | «чеченцы»                                                       |
| нохчий (инг.)                    | —                | —                  | —                | —                | —                | —                | —                  | 791              | 322              | 528                | —                 | —                       | —                  | «чеченский»                                                     |
| нохчийн (чеч.)                   | 319              | —                  | —                | 185              | 211              | —                | —                  | —                | —                | —                  | —                 | —                       | —                  | «чеченский»                                                     |
| нохчийниг (чеч.)                 | 319              | —                  | —                | 185              | —                | —                | —                  | —                | —                | —                  | —                 | —                       | —                  | «чеченский»                                                     |
| стаг (чеч.)                      | 378              | 135                | —                | 221              | 247              | 542              | 139                | —                | —                | —                  | 312               | —                       | —                  | «человек», «мужчина», «муж»                                     |
| саг (инг.)                       | —                | 135                | —                | —                | —                | 542              | 139                | 787              | 348              | 566                | —                 | —                       | —                  | «человек», «мужчина», «муж»                                     |
| стакI, стӏакI, sṭaḳ, stak (бац.) | —                | —                  | —                | —                | —                | 542              | —                  | —                | —                | —                  | 311               | 550                     | 269                | «человек», «мужчина», «муж»                                     |
| турпал (чеч., инг.)              | 408              | 146                | 158              | 240              | 270              | 577              | 154                | 49, 122          | 390              | 629                | —                 | —                       | —                  | «богатырь», «герой»                                             |
| халкъ (чеч., инг.)               | 442              | 157                | 288              | 262              | 295              | 606              | 164                | 306 349          | 419              | 700                | —                 | —                       | —                  | 1) «народ» 2) «двойной подбородок»                              |
| халх (бац.)                      | —                | —                  | —                | —                | —                | 606              | —                  | —                | —                | —                  | —                 | —                       | —                  | 1) «народ» 2) «двойной подбородок»                              |
| чеченлав (бац.)                  | —                | —                  | —                | —                | —                | 495              | —                  | —                | —                | —                  | —                 | —                       | —                  | «чеченцы»                                                       |
| чу (чеч., инг., бац.)            | 494              | 175                | —                | 295              | 343 344          | 682              | 189                | 59               | 486              | 825                | —                 | 717                     | —                  | 1) послелог, приставка: «в», «во», «внутрь» 2) наречие: «домой» |
| чу (чеч.) ча (инг.) чо (бац.)    | —                | —                  | —                | —                | —                | 682              | —                  | —                | —                | —                  | —                 | —                       | —                  | окончание косв. п. прилагательных                               |
| чу (чеч., инг.)                  | —                | —                  | —                | —                | —                | 682              | —                  | —                | —                | —                  | —                 | —                       | —                  | возглас: «но!» (понукают лошадь)                                |

### Прочие словари
- Аварско-русский словарь: Около 36 000 слов = Авар-гӏурус словарь: 36-азаргогӏанасеб рагӏи / Сост.: М. М. Гимбатов, И. А. Исаков, М. М. Магомедханов, М. Ш. Халилов, под редакцией М. М. Гимбатова. — Институт языка, литературы и искусства имени Г. Цадасы. — Махачкала: ДНЦ РАН, 2006. — 2096 с. — (Национально-русские словари. Литературные языки Дагестана). — ISBN 594434-023-1.
- Кабардинско-русский словарь = Къэбэрдей-Урыс словарь / Сост.: М. Л. Апажев, Н. А. Багов, П. М. Багов, Б. Х. Балкаров, Дж. Н. Коков, Х. Х. Жакамухов, Х. Ш. Урусов, под общей ред. Б. М. Карданова. — Кабардино-Балкарский НИИ. — М.: Государственное издательство иностранных и национальных словарей, 1957. — 576 с. — 6000 экз.
- Толковый Словарь живого великорусскаго языка / Сост. В. И. Даль. — 3-е издание, исправленное значительно дополненное, под ред. Бодуэна-де-Куртенэ. — СПб.-М.: Изданіе т-ва М. О. Вольфъ, 1909. — Т. IV (С—Ѵ).
- Этимологический словарь русского языка = Russisches etymologisches wörterbuch / Сост. М. Фасмер, пер. с нем. и доп. О. Н. Трубачёва. — 2-е издание, стереотипное. — М.: «Прогресс», 1987 (Heidelberg, 1950-1958). — Т. IV (Т—Ящур). — 864 с. — 50 000 экз.

1. ↑  А. Д. Вагапов, рассматривая этимологию этнонима в своей работе Этимологический словарь чеченского языка, отмечал, что агентивный суффикс -чи присоединяется к основе род. п., а не именительного, но это можно не брать во внимание если предположить что название могло возникнуть на иноязычной основе.(Этимологический словарь чеченского языка. Вагапов А. Д., 2008, с.72).